# Episodi de L'esercito delle 12 scimmie (seconda stagione)
La seconda stagione della serie televisiva L'esercito delle 12 scimmie, composta da 13 episodi, è stata trasmessa in prima visione sul canale via cavo statunitense Syfy dal 18 aprile al 18 luglio 2016.
In Italia la stagione è stata interamente pubblicata il 1º novembre 2017 sul servizio di video on demand Netflix.
| nº | Titolo             | Titolo italiano      | Prima TV USA   | Pubblicazione Italia |
| -- | ------------------ | -------------------- | -------------- | -------------------- |
| 1  | Year of the Monkey | L'anno della scimmia | 18 aprile 2016 | 1º novembre 2017     |
| 2  | Primary            | Primario             | 25 aprile 2016 | 1º novembre 2017     |
| 3  | One Hundred Years  | Cento anni           | 2 maggio 2016  | 1º novembre 2017     |
| 4  | Emergence          | Emergenza            | 9 maggio 2016  | 1º novembre 2017     |
| 5  | Bodies of Water    | Masse d'acqua        | 16 maggio 2016 | 1º novembre 2017     |
| 6  | Immortal           | Immortale            | 23 maggio 2016 | 1º novembre 2017     |
| 7  | Meltdown           | Fusione              | 30 maggio 2016 | 1º novembre 2017     |
| 8  | Lullaby            | Ninnananna           | 6 giugno 2016  | 1º novembre 2017     |
| 9  | Hyena              | Iena                 | 13 giugno 2016 | 1º novembre 2017     |
| 10 | Fatherland         | Madrepatria          | 20 giugno 2016 | 1º novembre 2017     |
| 11 | Resurrection       | Resurrezione         | 27 giugno 2016 | 1º novembre 2017     |
| 12 | Blood Washed Away  | Sangue lavato via    | 11 luglio 2016 | 1º novembre 2017     |
| 13 | Memory of Tomorrow | Ricordo di domani    | 18 luglio 2016 | 1º novembre 2017     |